# Thomas Bo Larsen
Thomas Bo Larsen, né à Gladsaxe (Danemark) le 27 novembre 1963, est un acteur danois.

## Biographie
Thomas Bo Larsen a joué dans plus de cinquante films depuis 1984.
L'acteur s'est marié avec l'actrice danoise Patricia Schumann (née en 1975) en 2001 mais vit actuellement à Copenhague avec la styliste Diana Hvas.

## Filmographie partielle
- 1994 : L'Hôpital et ses fantômes (série télévisée)
- 1995 : Sidste time de Martin Schmidt
- 1996 : Pusher de Nicolas Winding Refn
- 1996 : Les Héros (De største helte), de Thomas Vinterberg
- 1998 : Festen de Thomas Vinterberg
- 2001 : Monas verden de Jonas Elmer
- 2001 : Grev Axel de Søren Fauli
- 2005 :  Ambulancen (en)  de Laurits Munch-Petersen
- 2012 : La Chasse de Thomas Vinterberg
- 2015 : Idealisten de Christina Rosendahl
- 2015 : The Wave (Bølgen)
- 2016 : Les Initiés (série télévisée)
- 2016 : Park de Sofía Exárchou
- 2020 : Drunk (Druk) de Thomas Vinterberg